# Crismery Santana
Crismery Dominga Santana Peguero (San Pedro de Macorís, 20 de abril de 1995) é uma halterofilista dominicana, medalhista olímpica.

## Carreira
Santana conquistou a medalha de bronze nos Jogos Olímpicos de Verão de 2020 em Tóquio, após levantar 256 kg na categoria feminina para pessoas com até 87 kg. Ela participou do Campeonato Mundial de Halterofilismo de 2018, quando conseguiu o bronze.